# Feldschlösschen
Feldschlösschen is een Zwitsers biermerk. Het bestaat sinds 1876 en is een van de bekendste Zwitserse biermerken. In 1991 werd Cardinal overgenomen en in 2000 werd de brouwerij op haar beurt opgekocht door Carlsberg.

## Merken
- Feldschlösschen
- Feldschlösschen Alcoholvrij